# 金家河
金家河，又名刘家河、单家河，是一条位于中华人民共和国辽宁省丹东市境内的河流。

## 径流走向
金家河发源于本溪满族自治县草河口镇云盘沟，向南流经草河口镇镇区后经北隈子入丹东市境，过通远堡镇，向南流至刘家河镇与通远堡镇交界处土门子纳山羊峪河，水势渐大，东流至北大地转南流经刘家河镇镇区，此段又称刘家河，至陡岭子前又称单家河。金家河在陡岭与长岭间河道极其蛇曲，形成数个河套，大体保持东南流向，经鸡冠山镇薛礼村、白菜地村至清沟村南汇入草河。

## 主要支流

### 山羊峪河
发源于凤城市青城子镇罗家沟，向东经桃源、扈家等村屯后于人民村折向东南流，在四门子镇镇区右岸纳方家河，至土门子与暖河汇合后入金家河。

### 暖河
发源于凤城市鸡冠山镇大汪沟，北流至西堡子有新开河注入，转东流入蛟羊峪沟后过蛟羊峪村、火茸沟村，至土门子汇山羊峪河。
蛟羊峪河段现开发有奇石峡漂流景区，漂流河道全长10.8公里，起点与尾点之间落差达85米，于每年夏季丰水期时开放。

## 流域地理
金家河河道全长85.3公里，流域面积1064.66平方公里，比降3.08‰，为草河的一级支流。年径流分配不均，夏季水量丰富，降雨时水位暴涨，冬季河道封冻，部分河段甚至断流。
流域内夏季炎热多雨，冬季寒冷干燥，降水主要集中在每年6-9月，约占全年降水量的80%。
流域内主要经济活动为农业、工矿业，主要作物类型包括玉米、烟草、大豆等。